# Caraboctonidae
Caraboctonidae é uma família de escorpiões, da classe Arachnida.

## Gêneros
| Caraboctonus Pocock, 1893              |
| Hadruroides Pocock, 1893               |
| Hadrurus Thorell, 1876                 |
| Hoffmannihadrurus Fet & Soleglad, 2004 |